# 나카지마 레이지
나카지마 레이지(일본어: 中島 礼司, 1979년 6월 28일 ~ )는 일본의 전 축구 선수이다.

## 구단 경력
과거 방포레 고후에서 활동하였다.